# João Batista Portocarrero Costa
Dom João Batista Portocarrero Costa (Vitória de Santo Antão, 7 de junho de 1904 — Recife, 6 de janeiro de 1959) foi prelado da Igreja Católica Romana no Brasil. Foi o segundo ordinário da Diocese de Mossoró, a qual dirigiu de 1943 a 1953, quando foi nomeado arcebispo coadjutor da Arquidiocese de Olinda e Recife. Exerceu esta função até sua morte, em 1959.

## Biografia
Dom João Costa nasceu em Vitória de Santo Antão, Pernambuco, filho de Maria Augusta Portocarrero e do capitão João Batista da Silva Costa. Foi batizado pelo Pe. Américo Vasco em 26 de março de 1905, sendo seus padrinhos Belmira Vilarim e o coronel Piragibe Hagissé da Silva Costa, seus tios paternos. Pelo lado materno, era bisneto de Hermenegildo de Albuquerque Porto Carrero, Barão do Forte de Coimbra. Recebeu o crisma das mãos de Dom Augusto Álvaro da Silva em 1912, sendo seu padrinho o Pe. Américo Pita, futuro pároco de Vitória.
Fez os estudos primários na Escola Paroquial de sua cidade natal e, aos 13 anos incompletos, entrou para o Seminário de Olinda, onde realizou os estudos dos cursos ginasial e de Filosofia. Ali fez sólida amizade com o cônego Benigno Lira, então professor de Francês. Sua vocação para os livros e para a carreira sacerdotal despertou a atenção do docente, que se ofereceu para custear seus estudos posteriores em Roma.
Recebeu a primeira tonsura em 7 de março de 1924 das mãos de D. Miguel de Lima Valverde. Dois meses depois, em companhia do cônego Lira, viajou para a Itália, a fim de cursar a Faculdade de Teologia da Universidade Gregoriana, como aluno do Colégio Pio Latino-Americano. Foi ordenado presbítero em 29 de outubro de 1927, recebendo as ordens eclesiásticas das mãos do cardeal Basilio Pompilj, vigário-geral de Roma. Celebrou sua primeira missa no Mosteiro dos Carmelitas naquela cidade.
De volta ao Brasil em 1928, foi nomeado vigário cooperador da Paróquia São José, em Recife, quando ali era pároco o Cônego João Carneiro da Silva, e, em 1929, foi nomeado vigário da Torre. Dois anos mais tarde, era diretor espiritual e professor de Filosofia do Seminário de Olinda.
Em 1935, foi nomeado assistente eclesiástico arquidiocesano da Ação Católica. Exercia concomitantemente as capelanias do Colégio Eucarístico e São José. Em 1938, lecionou Sociologia aos alunos do curso complementar do Ginásio Pernambucano. Em maio de 1940, ainda por escolha de D. Miguel Valverde, foi designado pároco de Santo Antônio. Em 1942, o Governo de Pernambuco o nomeou catedrático interino de Latim do Ginásio Pernambucano.
Sobre o movimento do apostolado leigo no Brasil, escreveu os livros Ação Católica e Meditações.
Em 31 de julho de 1943, Pe. Costa foi nomeado bispo da Diocese de Mossoró, a qual estava vaga desde 1940, quando seu primeio bispo, D. Jaime de Barros Câmara, fora transferido para Belém do Pará. Sua sagração episcopal ocorreu em 7 de novembro seguinte tendo como sagrantes: D. Miguel de Lima Valverde, arcebispo de Olinda e Recife; D. Adalberto Accioli Sobral, bispo de Pesqueira; e D. Mário de Miranda Vilas-Boas, bispo de Garanhuns. Tomou posse a 8 de dezembro.
Em sua gestão, D. João não só atuou na ação católica, como na educação, ao fundar o Instituto Dom Costa, que prestou durante tempos destacado serviço à educação, e o Instituto Amantino Câmara, uma destacada obra beneficente. Notadamente quando a época era de absoluta carência na matéria. O bairro onde ele fundou o instituto de ensino foi onde hoje é o Colégio Diocesano Santa Luzia.
Em 7 de julho de 1953, Dom Costa foi transferido para a Arquidiocese de Olinda e Recife, como arcebispo-coadjutor e bispo-titular de Selge. Ele seria o próximo ordinário da arquidiocese se não tivesse falecido precocemente, aos 54 anos.